# ヴァレンティン・パリノフ
ヴァレンティン・オレゴビッチ・パリノフ（ロシア語: Валентин Олегович Паринов, ラテン文字転写: Valentin Olegovich Parinov、1959年6月16日 - ）は、ソビエト連邦・沿海地方オリガ出身の元男子競泳選手。専門は自由形。世界選手権における男子最年少ファイナリストである。

## 経歴
1973年ベオグラード世界選手権に出場し、14歳84日で1500m自由形の決勝を泳いで8位に入った。これは現在も男子選手による世界選手権の最年少ファイナリスト記録となっている。なお、女子も含めた最年少ファイナリスト記録は、2025年シンガポール大会女子200m個人メドレーで中国の于子迪が記録した12歳285日となっている。
1976年モントリオールオリンピックの1500m自由形では予選9位に終わり、決勝進出に2秒09届かなかった。
1977年ヨーロッパ選手権の1500m自由形では、同じソ連のウラジーミル・サルニコフ（3年後のモスクワオリンピックチャンピオン）に13秒60もの大差をつけられたものの、ユーゴスラビアのボルト・ペトリッチ（1年後の西ベルリン世界選手権銀メダリスト）に0秒69競り勝って銀メダルを獲得した。

## 成績

### 主要国際大会
世界水泳連盟のウェブサイト参照
| 年               | 大会             | 場所             | 種目             | 結果             | 記録             | 備考             |                  |
| ソビエト連邦代表 | ソビエト連邦代表 | ソビエト連邦代表 | ソビエト連邦代表 | ソビエト連邦代表 | ソビエト連邦代表 | ソビエト連邦代表 | ソビエト連邦代表 |
| ---------------- | ---------------- | ---------------- | ---------------- | ---------------- | ---------------- | ---------------- | ---------------- |
| 1973             | 世界選手権       | ベオグラード     | 1500m自由形      | 8位              | 16分18秒24       |                  |                  |
| 1976             | オリンピック     | モントリオール   | 1500m自由形      | 予選9位          | 15分41秒13       |                  |                  |
| 1977             | ヨーロッパ選手権 | ヨンショーピング | 1500m自由形      | 銀メダル         | 15分30秒05       |                  |                  |